# República Checa nos Jogos Olímpicos de Inverno de 2010

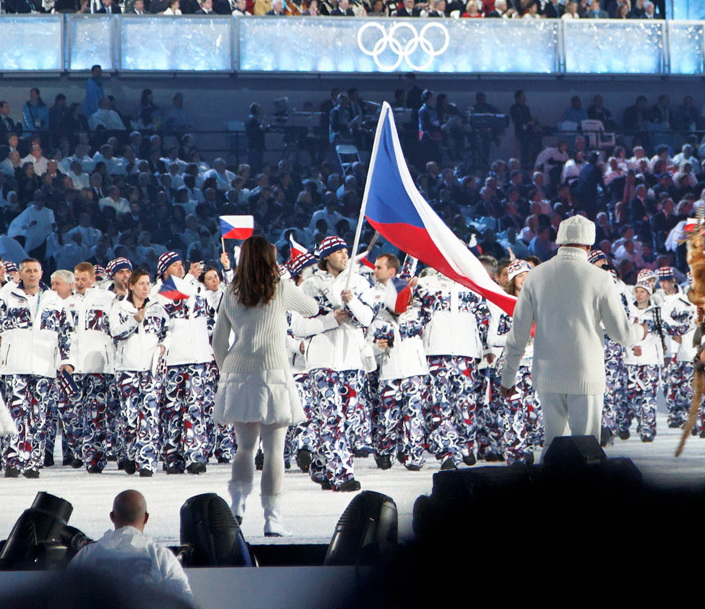
Delegação checa durante a cerimônia de abertura.

A República Checa participou dos Jogos Olímpicos de Inverno de 2010, realizados em Vancouver, no Canadá. Foi a quinta aparição do país em Olimpíadas de Inverno.

### 

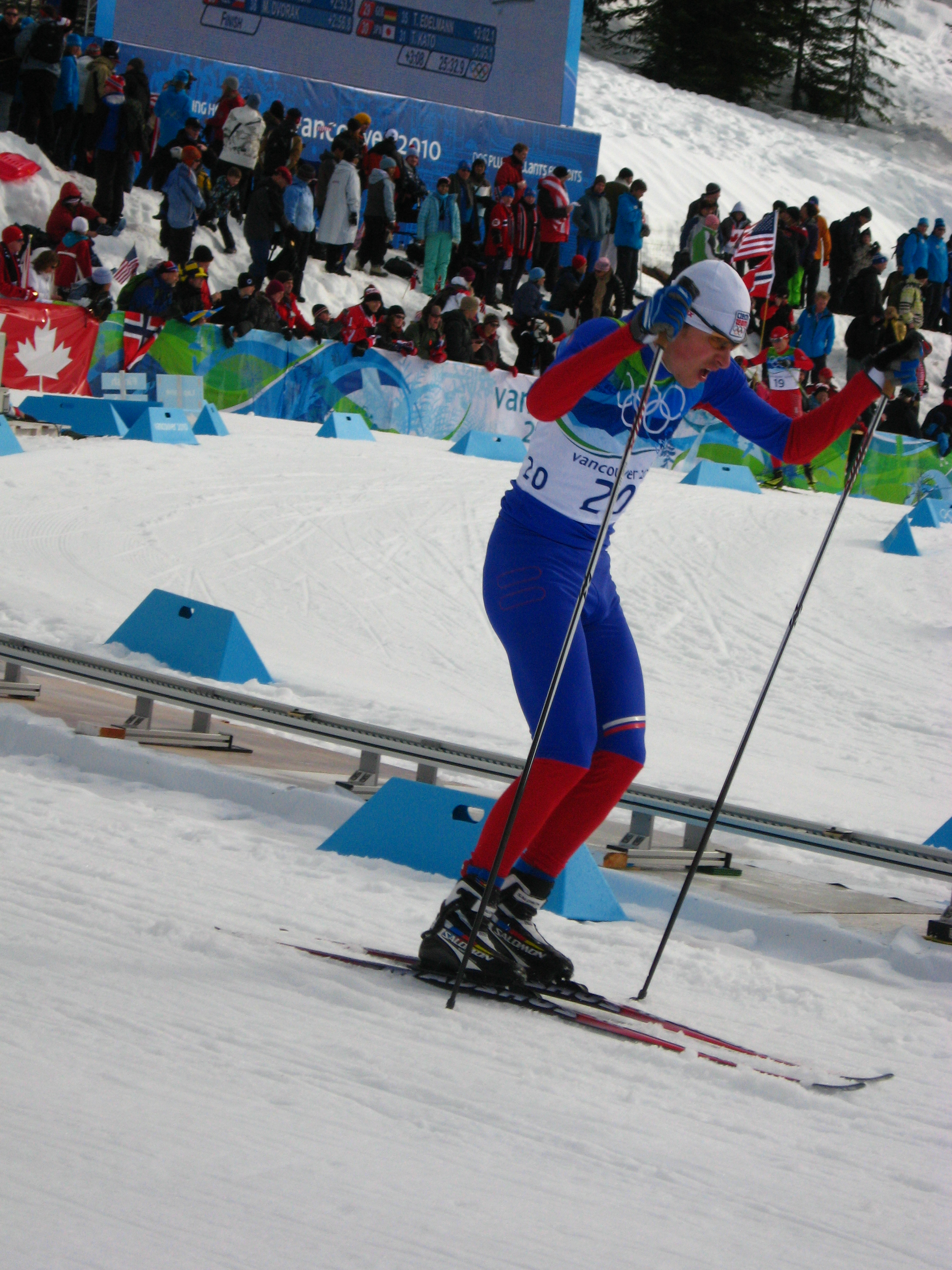
Aleš Vodseďálek durante os Jogos.

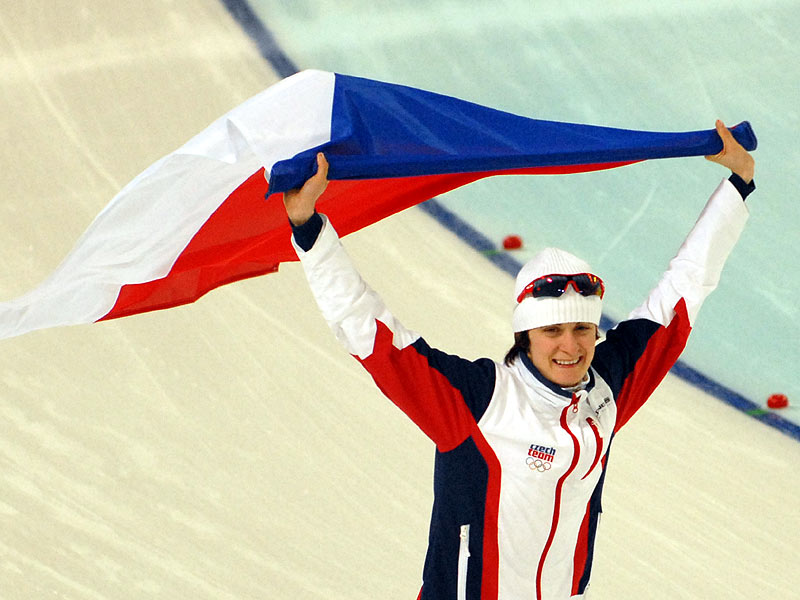
Martina Sáblíková conquistou três medalhas nas Olimpíadas.

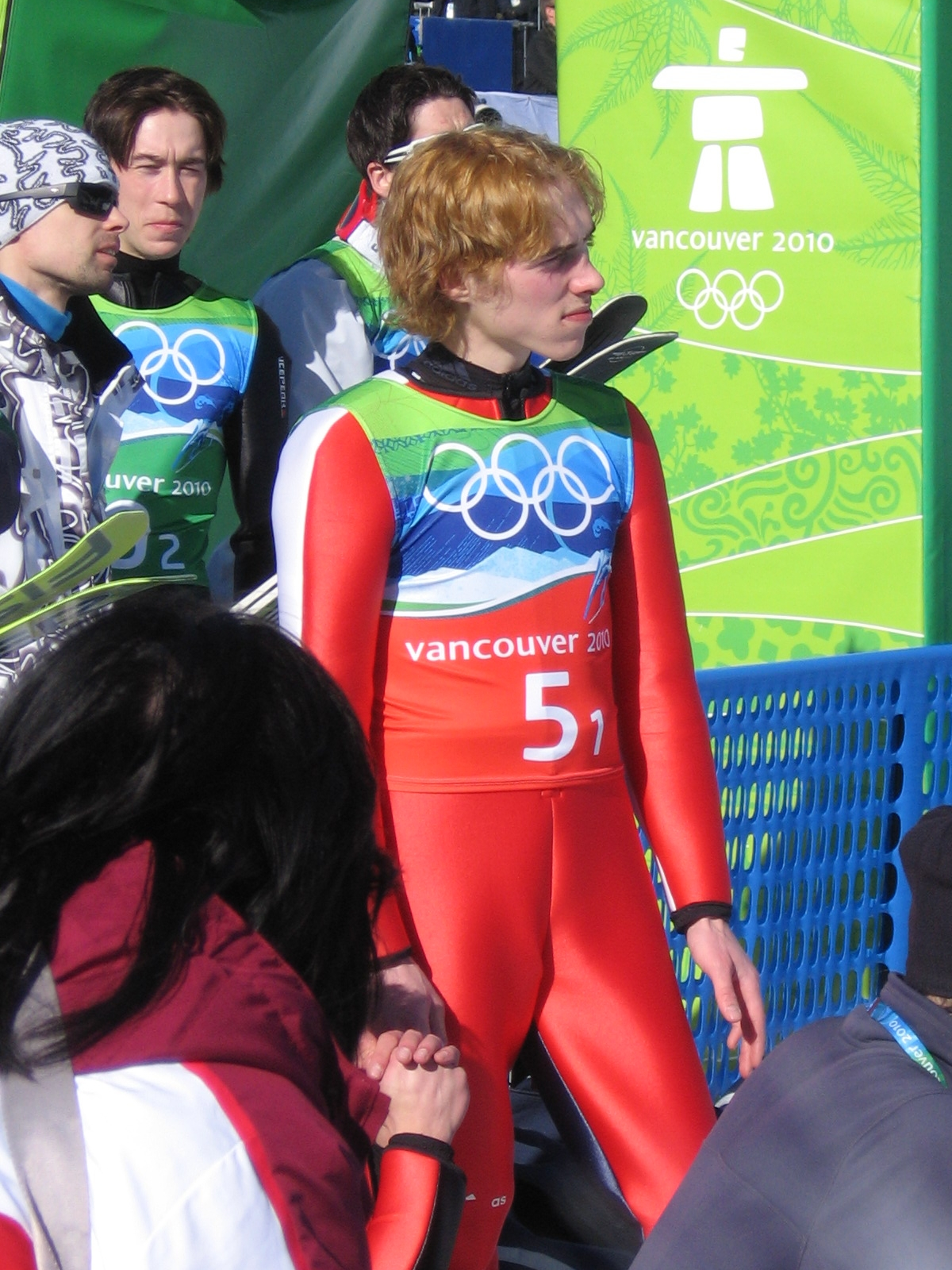
Antonín Hájek durante uma competição em Vancouver.

## Medalhas
| Atleta                                           | Esporte                 | Evento                        | Medalha |
| ------------------------------------------------ | ----------------------- | ----------------------------- | ------- |
| Martina Sáblíková                                | Patinação de velocidade | 3000 m feminino               | Ouro    |
| Martina Sáblíková                                | Patinação de velocidade | 5000 m feminino               | Ouro    |
| Lukáš Bauer                                      | Esqui cross-country     | 15 km livre masculino         | Bronze  |
| Martina Sáblíková                                | Patinação de velocidade | 1500 m feminino               | Bronze  |
| Martin Jakš Lukáš Bauer Jiří Magál Martin Koukal | Esqui cross-country     | Revezamento 4x10 km masculino | Bronze  |
| Šárka Záhrobská                                  | Esqui alpino            | Slalom feminino               | Bronze  |

## Desempenho

### Biatlo
Feminino
| Atleta                                                               | Evento            | Final     | Final       | Final   |
| Atleta                                                               | Evento            | Tempo     | Penalidades | Posição |
| -------------------------------------------------------------------- | ----------------- | --------- | ----------- | ------- |
| Magda Rezlerová                                                      | Velocidade        | 20:51.0   | 0 (0+0)     | 19º     |
| Magda Rezlerová                                                      | Perseguição       | 33:46.9   | 5 (0+0+1+4) | 32º     |
| Magda Rezlerová                                                      | Individual        | 47:13.1   | 5 (0+3+1+1) | 64º     |
| Gabriela Soukalová                                                   | Individual        | 46:49.8   | 2 (1+0+0+1) | 60º     |
| Zdeňka Vejnarová                                                     | Velocidade        | 22:28.5   | 2 (1+1)     | 60º     |
| Zdeňka Vejnarová                                                     | Perseguição       | 37:30.6   | 6 (1+1+3+1) | 55º     |
| Zdeňka Vejnarová                                                     | Individual        | 46:38.0   | 4 (2+1+1+0) | 55º     |
| Veronika Vítková                                                     | Velocidade        | 21:10.9   | 0 (0+0)     | 24º     |
| Veronika Vítková                                                     | Perseguição       | 34:02.5   | 3 (1+0+1+1) | 37º     |
| Veronika Vítková                                                     | Individual        | 47:33.4   | 4 (0+2+1+1) | 68º     |
| Veronika Zvařičová                                                   | Velocidade        | 22:52.9   | 0 (0+2)     | 71º     |
| Veronika Vítková Magda Rezlerová Gabriela Soukalová Zdeňka Vejnarová | Revezamento 4x5km | 1:14:37.5 | 2+4 1+6     | 16º     |

Masculino
| Atleta                                                    | Evento              | Final     | Final       | Final   |
| Atleta                                                    | Evento              | Tempo     | Penalidades | Posição |
| --------------------------------------------------------- | ------------------- | --------- | ----------- | ------- |
| Roman Dostál                                              | Individual          | 52:51.4   | 3 (0+2+0+1) | 35º     |
| Ondřej Moravec                                            | Velocidade          | 27:39.8   | 3 (2+1)     | 67º     |
| Jaroslav Soukup                                           | Velocidade          | 27:10.4   | 2 (1+1)     | 52º     |
| Jaroslav Soukup                                           | Perseguição         | 38:04.9   | 4 (1+1+1+1) | 51º     |
| Jaroslav Soukup                                           | Individual          | 52:35.2   | 3 (0+2+1+0) | 30º     |
| Michal Šlesingr                                           | Velocidade          | 25:50.9   | 1 (0+1)     | 18º     |
| Michal Šlesingr                                           | Perseguição         | 35:58.8   | 3 (0+0+1+2) | 29º     |
| Michal Šlesingr                                           | Individual          | 51:04.8   | 2 (0+0+1+1) | 17º     |
| Michal Šlesingr                                           | Largada coletiva    | 36:35.6   | 2 (1+1+0+0) | 16º     |
| Zdeněk Vítek                                              | Velocidade          | 26:13.7   | 1 (0+1)     | 28º     |
| Zdeněk Vítek                                              | Perseguição         | 36:45.1   | 5 (1+1+1+2) | 38º     |
| Zdeněk Vítek                                              | Individual          | 55:41.2   | 6 (2+1+1+2) | 67º     |
| Jaroslav Soukup Zdeněk Vítek Roman Dostál Michal Šlesingr | Revezamento 4x7,5km | 1:23:55.2 | 0+3 0+6     | 7º      |

### Bobsleigh
Masculino
| Atleta                                                | Evento  | Final      | Final      | Final      | Final      | Final   | Final |
| Atleta                                                | Evento  | 1ª corrida | 2ª corrida | 3ª corrida | 4ª corrida | Total   | Pos.  |
| ----------------------------------------------------- | ------- | ---------- | ---------- | ---------- | ---------- | ------- | ----- |
| Ivo Danilevič Jan Stokláska                           | Duplas  | 52.73      | 52.59      | 52.52      | 52.44      | 3:30.28 | 13º   |
| Ivo Danilevič Jan Kobián Jan Stokláska Dominik Suchý  | Equipes | 51.54      | 51.72      | 51.76      | 51.96      | 3:26.98 | 12º   |
| Jan Vrba Martin Bohmann Ondřej Kozlovský Miloš Veselý | Equipes | 52.00      | 52.09      | 52.43      | 52.61      | 3:29.13 | 16º   |

### Combinado nórdico
| Pavel Churavý                                              | Individual pista longa  | 114.0 | 8º  | +0:52 | +34.0   | 5º  |
| Pavel Churavý                                              | Individual pista normal | 121.5 | 10º | +0:56 | +41.6   | 12º |
| Miroslav Dvořák                                            | Individual pista longa  | 83.8  | 36º | +2:53 | +2:56.8 | 28º |
| Miroslav Dvořák                                            | Individual pista normal | 105.5 | 39º | +2:00 | +2:46.4 | 39º |
| Tomáš Slavík                                               | Individual pista longa  | 104.7 | 18º | +1:29 | +2:25.9 | 25º |
| Tomáš Slavík                                               | Individual pista normal | 115.5 | 24º | +1:20 | +1:09.7 | 20º |
| Aleš Vodseďálek                                            | Individual pista longa  | 102.8 | 20º | +1:37 | +3:33.9 | 34º |
| Aleš Vodseďálek                                            | Individual pista normal | 108.5 | 35º | +1:48 | +3:46.7 | 44º |
| Pavel Churavý Miroslav Dvořák Tomáš Slavík Aleš Vodseďálek | Equipes                 | 457.3 | 8º  | +1:06 | +3:18.6 | 8º  |

### Esqui alpino
Feminino
| Atleta            | Evento         | Corrida 1 | Corrida 2 | Total   | Pos.              |
| ----------------- | -------------- | --------- | --------- | ------- | ----------------- |
| Klára Křížová     | Downhill       |           |           | 2:09.27 | 37º               |
| Klára Křížová     | Super-G        |           |           | 1:26.46 | 29º               |
| Šárka Záhrobská   | Downhill       |           |           | 1:50.68 | 27º               |
| Šárka Záhrobská   | Combinado      | 1:27.33   | 43.69     | 2:11.02 | 7º                |
| Šárka Záhrobská   | Slalom         | 51.15     | 52.75     | 1:43.90 | Medalha de bronze |
| Šárka Záhrobská   | Slalom gigante | 1:18.06   | DNS       | DNS     | DNS               |
| Petra Zakouřilová | Slalom         | DNF       | DNF       | DNF     | DNF               |
| Petra Zakouřilová | Slalom gigante | DNF       | DNF       | DNF     | DNF               |

Masculino
| Atleta         | Evento         | Corrida 1 | Corrida 2 | Total   | Pos. |
| -------------- | -------------- | --------- | --------- | ------- | ---- |
| Ondřej Bank    | Downhill       |           |           | 1:56.66 | 30º  |
| Ondřej Bank    | Combinado      | 1:55.17   | 51.02     | 2:46.19 | 7º   |
| Ondřej Bank    | Slalom         | 48.69     | 52.12     | 1:40.81 | 11º  |
| Ondřej Bank    | Slalom gigante | 1:18.39   | 1:21.25   | 2:39.64 | 17º  |
| Martin Vráblík | Combinado      | 1:58.54   | 53.92     | 2:52.46 | 31º  |
| Martin Vráblík | Slalom         | DNF       | DNF       | DNF     | DNF  |
| Martin Vráblík | Slalom gigante | DNF       | DNF       | DNF     | DNF  |
| Martin Vráblík | Super-G        |           |           | DNF     | DNF  |
| Kryštof Krýzl  | Downhill       |           |           | 1:58.43 | 40º  |
| Kryštof Krýzl  | Combinado      | 1:56.06   | 52.25     | 2:48.31 | 17º  |
| Kryštof Krýzl  | Slalom         | DSQ       | DSQ       | DSQ     | DSQ  |
| Kryštof Krýzl  | Slalom gigante | 1:18.57   | 1:22.16   | 2:40.73 | 23º  |
| Petr Záhrobský | Downhill       |           |           | 1:57.44 | 36º  |
| Petr Záhrobský | Super-G        |           |           | 1:33.83 | 34º  |
| Filip Trejbal  | Downhill       |           |           | 2:02.57 | 57º  |
| Filip Trejbal  | Combinado      | 1:58.62   | 52.23     | 2:50.85 | 28º  |
| Filip Trejbal  | Slalom         | DNF       | DNF       | DNF     | DNF  |
| Filip Trejbal  | Slalom gigante | 1:21.74   | 1:23.67   | 2:45.41 | 39º  |

### Esqui cross-country
Feminino
| Atleta                                                      | Evento                | Qualificatória | Qualificatória | Quartas-de-final | Quartas-de-final | Semifinal   | Semifinal   | Final       | Final       |
| Atleta                                                      | Evento                | Tempo          | Pos.           | Tempo            | Pos.             | Tempo       | Pos.        | Tempo       | Pos.        |
| ----------------------------------------------------------- | --------------------- | -------------- | -------------- | ---------------- | ---------------- | ----------- | ----------- | ----------- | ----------- |
| Ivana Janečková                                             | 10 km livre           |                |                |                  |                  |             |             | 26:51.3     | 32º         |
| Ivana Janečková                                             | Perseguição combinada |                |                |                  |                  |             |             | DNS         | DNS         |
| Ivana Janečková                                             | Largada coletiva      |                |                |                  |                  |             |             | 1:40:13.6   | 40º         |
| Eva Nývltová                                                | 10 km livre           |                |                |                  |                  |             |             | 28:04.1     | 54º         |
| Eva Nývltová                                                | Perseguição combinada |                |                |                  |                  |             |             | 44:52.8     | 50º         |
| Eva Nývltová                                                | Largada coletiva      |                |                |                  |                  |             |             | 1:38:40.1   | 39º         |
| Eva Nývltová                                                | Velocidade            | 3:51.37        | 33º            | Não avançou      | Não avançou      | Não avançou | Não avançou | Não avançou | Não avançou |
| Kamila Rajdlová                                             | 10 km livre           |                |                |                  |                  |             |             | 26:26.2     | 25º         |
| Kamila Rajdlová                                             | Perseguição combinada |                |                |                  |                  |             |             | 42:26.5     | 23º         |
| Kamila Rajdlová                                             | Largada coletiva      |                |                |                  |                  |             |             | DNS         | DNS         |
| Eva Skalníková                                              | Largada coletiva      |                |                |                  |                  |             |             | 1:44:47.8   | 47º         |
| Eva Nývltová Kamila Rajdlová Ivana Janečková Eva Skalníková | Revezamento 4x5 km    |                |                |                  |                  |             |             | 59:11.2     | 12º         |

Masculino
| Atleta                                           | Evento                 | Qualificatória | Qualificatória | Quartas-de-final | Quartas-de-final | Semifinal   | Semifinal   | Final       | Final             |
| Atleta                                           | Evento                 | Tempo          | Pos.           | Tempo            | Pos.             | Tempo       | Pos.        | Tempo       | Pos.              |
| ------------------------------------------------ | ---------------------- | -------------- | -------------- | ---------------- | ---------------- | ----------- | ----------- | ----------- | ----------------- |
| Lukáš Bauer                                      | 15 km livre            |                |                |                  |                  |             |             | 34:12.0     | Medalha de bronze |
| Lukáš Bauer                                      | Perseguição combinada  |                |                |                  |                  |             |             | 1:15:25.2   | 7º                |
| Lukáš Bauer                                      | Largada coletiva       |                |                |                  |                  |             |             | 2:05:49.4   | 12º               |
| Martin Jakš                                      | 15 km livre            |                |                |                  |                  |             |             | 35:13.0     | 29º               |
| Martin Jakš                                      | Perseguição combinada  |                |                |                  |                  |             |             | 1:17:58.2   | 27º               |
| Martin Koukal                                    | 15 km livre            |                |                |                  |                  |             |             | 34:53.5     | 18º               |
| Martin Koukal                                    | Perseguição combinada  |                |                |                  |                  |             |             | DNF         | DNF               |
| Dušan Kožíšek                                    | Velocidade             | 3:42.45        | 35º            | Não avançou      | Não avançou      | Não avançou | Não avançou | Não avançou | Não avançou       |
| Jiří Magál                                       | Perseguição combinada  |                |                |                  |                  |             |             | 1:21:39.0   | 38º               |
| Jiří Magál                                       | Largada coletiva       |                |                |                  |                  |             |             | 2:10:22.7   | 29º               |
| Aleš Razým                                       | Velocidade             | 3:46.42        | 44º            | Não avançou      | Não avançou      | Não avançou | Não avançou | Não avançou | Não avançou       |
| Milan Šperl                                      | 15 km livre            |                |                |                  |                  |             |             | 35:46.4     | 43º               |
| Dušan Kožíšek Martin Koukal                      | Velocidade por equipes |                |                |                  |                  | 18:43.1     | 1º          | 19:13.8     | 6º                |
| Martin Jakš Lukáš Bauer Jiří Magál Martin Koukal | Revezamento 4x10 km    |                |                |                  |                  |             |             | 1:45:21.9   | Medalha de bronze |

### Esqui estilo livre
Feminino
| Atleta            | Evento  | Preliminar | Preliminar | Final  | Final |
| Atleta            | Evento  | Pontos     | Pos.       | Pontos | Pos.  |
| ----------------- | ------- | ---------- | ---------- | ------ | ----- |
| Martina Konopová  | Aerials | 115.07     | 21º        | DNF    | DNF   |
| Nikola Sudová     | Moguls  | 22.40      | 12º        | 19.41  | 16º   |
| Šárka Sudová      | Moguls  | 18.55      | 25º        | DNF    | DNF   |
| Tereza Vaculíková | Moguls  | 1.50       | 27º        | DNF    | DNF   |

Masculino
| Atleta        | Evento | Preliminar | Preliminar | Final  | Final |
| Atleta        | Evento | Pontos     | Pos.       | Pontos | Pos.  |
| ------------- | ------ | ---------- | ---------- | ------ | ----- |
| Lukáš Vaculík | Moguls | 21.78      | 26º        | DNF    | DNF   |

| Atleta       | Evento    | Preliminar | Preliminar | Oitavas     | Quartas     | Semifinal   | Final       | Final       |
| Atleta       | Evento    | Tempo      | Pos.       | Posição     | Posição     | Posição     | Posição     | Pos.        |
| ------------ | --------- | ---------- | ---------- | ----------- | ----------- | ----------- | ----------- | ----------- |
| Tomáš Kraus  | Ski cross | 1:13.75    | 11º        | 1º          | 3º          | Não avançou | Não avançou | Não avançou |
| Zdeněk Šafář | Ski cross | DNF        | DNF        | Não avançou | Não avançou | Não avançou | Não avançou | Não avançou |

### Hóquei no gelo
Masculino
| Equipe | Equipe | Fase de grupos                                          | Fase de grupos | Play-offs              | Quartas-de-final       | Semifinal              | Final                  | Pos.        |
| Equipe | Equipe | Adversário e resultado                                  | Pos.           | Adversário e resultado | Adversário e resultado | Adversário e resultado | Adversário e resultado | Pos.        |
| --- | --- | ------------------------------------------------------- | -------------- | ---------------------- | ---------------------- | ---------------------- | ---------------------- | ----------- |
| Ondřej Pavelec Jakub Štěpánek Tomáš Vokoun Miroslav Blaťák Jan Hejda Tomáš Kaberle Filip Kuba Pavel Kubina Zbyněk Michálek Roman Polák Marek Židlický Petr Čajánek | Roman Červenka Patrik Eliáš Martin Erat Tomáš Fleischmann Martin Havlát Jaromír Jágr David Krejčí Milan Michálek Tomáš Plekanec Tomáš Rolinek Josef Vašíček | SVK Eslováquia V 3–1 LAT Letônia D 2–5 RUS Rússia D 2–4 | 3º (Gr. B)     | LAT Letônia V 3–2      | FIN Finlândia D 0–2    | Não avançou            | Não avançou            | Não avançou |

### Luge
Masculino
| Atleta                   | Evento     | Final      | Final      | Final      | Final      | Final    | Final |
| Atleta                   | Evento     | 1ª corrida | 2ª corrida | 3ª corrida | 4ª corrida | Total    | Pos.  |
| ------------------------ | ---------- | ---------- | ---------- | ---------- | ---------- | -------- | ----- |
| Jakub Hyman              | Individual | 49.379     | 49.726     | 49.465     | 49.231     | 3:17.801 | 28º   |
| Ondřej Hyman             | Individual | 49.284     | 49.346     | 49.512     | 49.247     | 3:17.389 | 25º   |
| Luboš Jíra Matěj Kvíčala | Duplas     | 42.204     | 42.459     |            |            | 1:24.663 | 18º   |

### Patinação artística
| Atleta         | Evento               | Programa curto | Programa curto | Programa longo | Programa longo | Total  | Total |
| Atleta         | Evento               | Pontos         | Pos.           | Pontos         | Pos.           | Pontos | Pos.  |
| -------------- | -------------------- | -------------- | -------------- | -------------- | -------------- | ------ | ----- |
| Michal Březina | Individual masculino | 78.80          | 9º             | 137.93         | 11º            | 216.73 | 10º   |
| Tomáš Verner   | Individual masculino | 65.32          | 19º            | 119.42         | 17º            | 184.74 | 19º   |

| Atletas                      | Evento        | Dança obrigatória | Dança obrigatória | Dança original | Dança original | Dança livre | Dança livre | Total  | Total |
| Atletas                      | Evento        | Pts.              | Pos.              | Pts.           | Pos.           | Pts.        | Pos.        | Pts.   | Pos.  |
| ---------------------------- | ------------- | ----------------- | ----------------- | -------------- | -------------- | ----------- | ----------- | ------ | ----- |
| Kamila Hájková David Vincour | Dança no gelo | 23.19             | 22º               | 40.54          | 22º            | 70.08       | 21º         | 133.81 | 21º   |

### Patinação de velocidade
Feminino
| Atleta            | Evento      | Final   | Final             |
| Atleta            | Evento      | Tempo   | Pos.              |
| ----------------- | ----------- | ------- | ----------------- |
| Karolína Erbanová | 1000 metros | 1:17.53 | 12º               |
| Karolína Erbanová | 1500 metros | 2:02.01 | 25º               |
| Martina Sáblíková | 1500 metros | 1:57.96 | Medalha de bronze |
| Martina Sáblíková | 3000 metros | 4:02.53 | Medalha de ouro   |
| Martina Sáblíková | 5000 metros | 6:50.91 | Medalha de ouro   |

### Patinação de velocidade em pista curta
Feminino
| Atleta           | Evento      | Preliminar | Preliminar | Quartas     | Quartas     | Semifinal   | Semifinal   | Final       | Final       |
| Atleta           | Evento      | Tempo      | Pos.       | Tempo       | Pos.        | Tempo       | Pos.        | Tempo       | Pos.        |
| ---------------- | ----------- | ---------- | ---------- | ----------- | ----------- | ----------- | ----------- | ----------- | ----------- |
| Kateřina Novotná | 500 metros  | 44.614     | 2º         | 44.438      | 3º          | Não avançou | Não avançou | Não avançou | Não avançou |
| Kateřina Novotná | 1000 metros | 1:45.300   | 4º         | Não avançou | Não avançou | Não avançou | Não avançou | Não avançou | Não avançou |
| Kateřina Novotná | 1500 metros | 2:24.504   | 3º         |             |             | DSQ         | DSQ         | Não avançou | Não avançou |

### Salto de esqui
| Atleta                                               | Evento                  | Preliminar | Preliminar | 1ª rodada | 1ª rodada | Final       | Final       | Final       |
| Atleta                                               | Evento                  | Pontos     | Pos.       | Pontos    | Pos.      | Pontos      | Total       | Pos.        |
| ---------------------------------------------------- | ----------------------- | ---------- | ---------- | --------- | --------- | ----------- | ----------- | ----------- |
| Martin Cikl                                          | Pista longa individual  | 114.3      | 29º        | 78.4      | 41º       | Não avançou | Não avançou | Não avançou |
| Antonín Hájek                                        | Pista normal individual | 134.5      | 4º         | 121.0     | 17º       | 118.5       | 239.5       | 21º         |
| Antonín Hájek                                        | Pista longa individual  | 138.0      | 3º         | 119.4     | 9º        | 121.2       | 240.6       | 7º          |
| Lukáš Hlava                                          | Pista normal individual | 112.0      | 37º        | 108.0     | 38º       | Não avançou | Não avançou | Não avançou |
| Jakub Janda                                          | Pista normal individual | 135.5      | 2º         | 127.5     | 8º        | 123.0       | 250.5       | 14º         |
| Jakub Janda                                          | Pista longa individual  | 131.6      | 11º        | 115.2     | 12º       | 106.2       | 221.4       | 17º         |
| Roman Koudelka                                       | Pista normal individual | 123.5      | 18º        | 127.0     | 9º        | 125.0       | 252.0       | 12º         |
| Roman Koudelka                                       | Pista longa individual  | 117.0      | 27º        | 97.0      | 29º       | 111.5       | 208.5       | 23º         |
| Antonín Hájek Lukáš Hlava Jakub Janda Roman Koudelka | Pista longa por equipes |            |            | 477.4     | 7º        | 504.4       | 981.8       | 7º          |

### Snowboard
Halfpipe
| Atleta           | Evento   | Qualificatória | Qualificatória | Qualificatória | Semifinal | Semifinal | Semifinal | Final       | Final       | Final       |
| Atleta           | Evento   | Corrida 1      | Corrida 2      | Pos.           | Corrida 1 | Corrida 2 | Pos.      | Corrida 1   | Corrida 2   | Pos.        |
| ---------------- | -------- | -------------- | -------------- | -------------- | --------- | --------- | --------- | ----------- | ----------- | ----------- |
| Šárka Pančochová | Feminino | 15.4           | 28.1           | 17º            | 34.4      | 24.9      | 8º        | Não avançou | Não avançou | Não avançou |

Slalom gigante paralelo
| Atleta            | Evento    | Preliminar | Preliminar | Oitavas          | Quartas          | Semifinal        | Final            | Final       |
| Atleta            | Evento    | Pontos     | Pos.       | Adversário Tempo | Adversário Tempo | Adversário Tempo | Adversário Tempo | Pos.        |
| ----------------- | --------- | ---------- | ---------- | ---------------- | ---------------- | ---------------- | ---------------- | ----------- |
| Zuzana Doležalová | Feminino  | 1:26.55    | 22º        | Não avançou      | Não avançou      | Não avançou      | Não avançou      | Não avançou |
| Petr Šindelář     | Masculino | 1:37.77    | 28º        | Não avançou      | Não avançou      | Não avançou      | Não avançou      | Não avançou |

Snowboard cross
| Atleta         | Evento    | Preliminar | Preliminar | Oitavas | Quartas     | Semifinal   | Final       | Final       |
| Atleta         | Evento    | Pontos     | Pos.       | Posição | Posição     | Posição     | Posição     | Pos.        |
| -------------- | --------- | ---------- | ---------- | ------- | ----------- | ----------- | ----------- | ----------- |
| David Bakeš    | Masculino | 1:26.05    | 32º        | 4º      | Não avançou | Não avançou | Não avançou | Não avançou |
| Michal Novotný | Masculino | 1:24.23    | 29º        | 2º      | 4º          | Não avançou | Não avançou | Não avançou |

Legenda
| Recorde mundial      | Recorde mundial (World record)               |                       | Recorde africano                      | Recorde africano (African) |                                           | Q | Classificado por posição (Qualified) |
| Recorde olímpico     | Recorde olímpico (Olympic record)            | Recorde da América    | Recorde da América (Americas)         | q                          | Classificado por melhor tempo (Qualified) |   |                                      |
| Melhor marca do ano  | Melhor marca do ano (World leading)          | Recorde asiático      | Recorde asiático (Asian)              | DNS                        | Não largou (Did not start)                |   |                                      |
| Recorde nacional     | Recorde nacional (National record)           | Recorde europeu       | Recorde europeu (European)            | DNF                        | Não terminou (Did not finish)             |   |                                      |
| Recorde pessoal      | Recorde pessoal do atleta (Personal best)    | Recorde da Oceania    | Recorde da Oceania (Oceania)          | DSQ / DQ                   | Desclassificado (Disqualified)            |   |                                      |
| Recorde da temporada | Recorde da temporada do atleta (Season best) | Recorde sul-americano | Recorde sul-americano (South America) | NM                         | Sem marca (No mark)                       |   |                                      |